# Поликарпов И-5
Поликарпов И-5 (енгл. Поликарпов И-5) је совјетски ловачки авион који је производила фирма Поликарпов. Први лет авиона је извршен 1930. године.

Највећа брзина у хоризонталном лету је износила 252 km/h. Маса празног авиона је износила 943 килограма а нормална полетна маса 1335 килограма. Био је наоружан са четири митраљеза калибра 7,62 милиметара ПВ-1.

## Наоружање
| Наоружање авиона: Поликарпов И-5 |        |
| Ватрено (стрељачко) наоружање    |        |
| Топ                              |        |
| Митраљез                         |        |
| Број и ознака митраљеза          | 4 ПВ-1 |
| Калибар                          | 7,62   |
| Бомбардерско наоружање (бомбе)   |        |
| Ракетно наоружање (ракете)       |        |